# Pinner (London Underground)

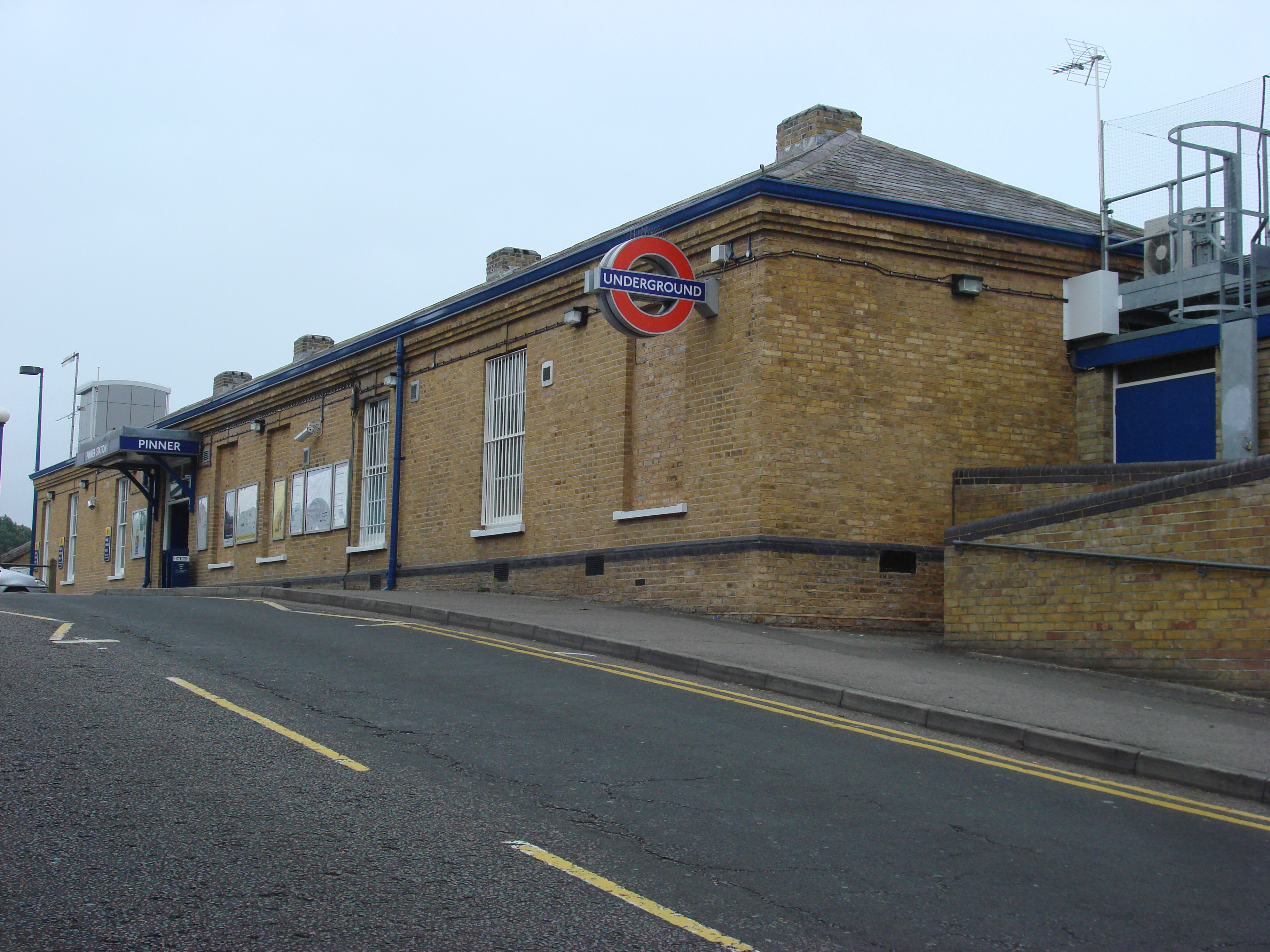
Stationsgebäude

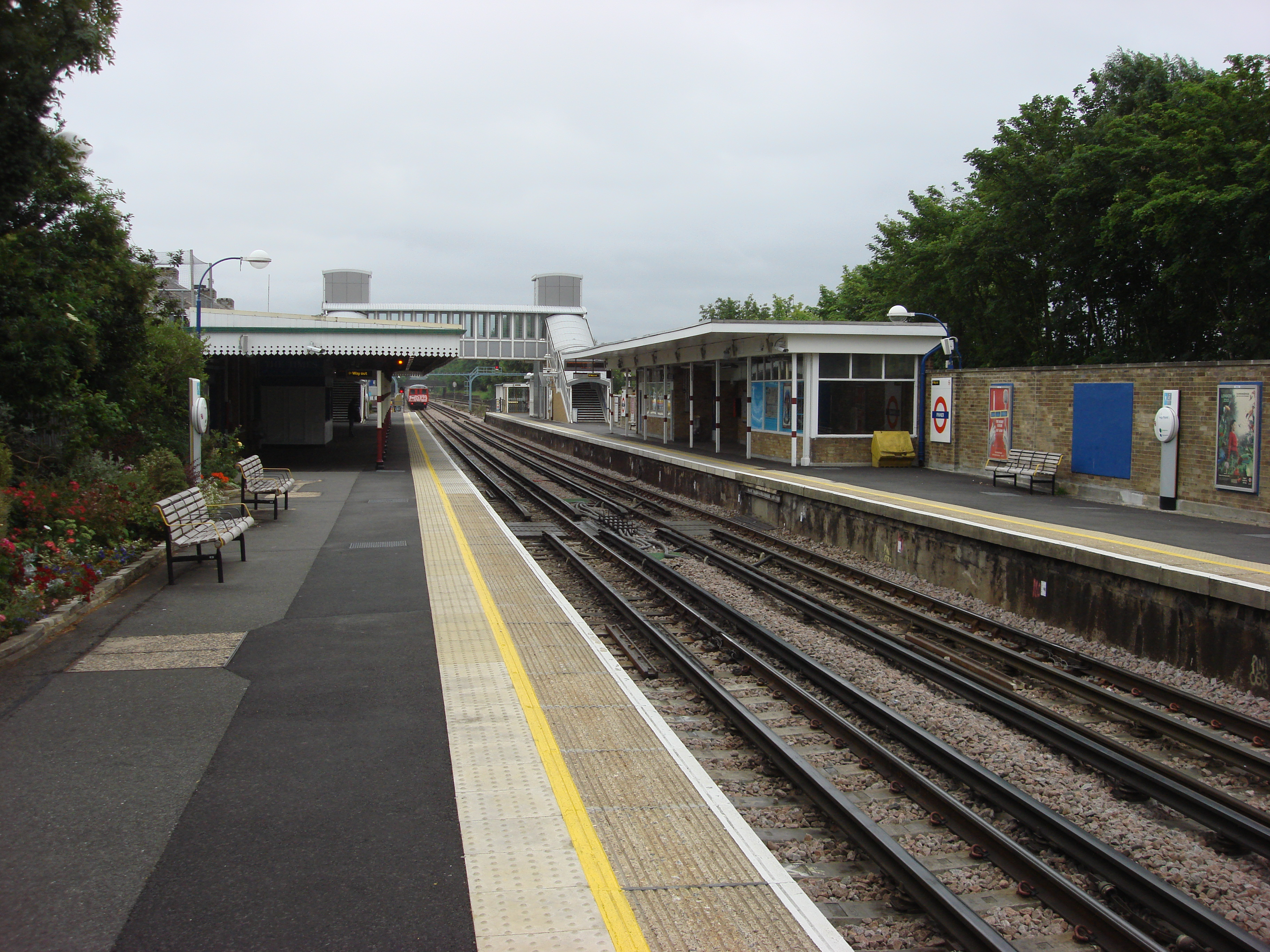
Bahnsteig

Pinner ist eine oberirdische Station der London Underground im Stadtbezirk London Borough of Harrow. Sie liegt in der Travelcard-Tarifzone 5 an der Marsh Road. Die von der Metropolitan Line bediente Station wurde im Jahr 2013 von 2,61 Millionen Fahrgästen genutzt.
Die Station liegt am viergleisigen Streckenabschnitt zwischen Harrow-on-the-Hill und Moor Park. Nur die beiden nördlichen Gleise verfügen über Seitenbahnsteige, an diesen halten Lokalzüge der Metropolitan Line. Expresszüge der Metropolitan Line sowie sämtliche Züge der Bahngesellschaft Chiltern Railways fahren auf den beiden südlichen Gleisen ohne Halt durch.
Die Eröffnung der Station erfolgte am 25. Mai 1885 durch die Metropolitan Railway (Vorgängergesellschaft der Metropolitan Line). Etwas mehr als zwei Jahre lang war hier Endstation, bis die Strecke am 1. September 1887 weiter in Richtung Rickmansworth verlängert wurde. Am 5. Januar 1925 erfolgte die Elektrifizierung des Abschnitts Harrow-on-the-Hill – Rickmansworth. Im Jahr 1961 erhielt die Strecke zwischen Harrow-on-the-Hill und Northwood Hills eine zweite Doppelspur. Die Fußgängerunterführung zu den Bahnsteigen musste im Jahr 2002 aus Sicherheitsgründen geschlossen werden, als Ersatz entstand eine Brücke.